# فرانسیس فریزر
فرانسیس چارلز فریزر (به انگلیسی: Francis Charles Fraser) (زاده ۱۶ ژوئن ۱۹۰۳ -مرگ ۲۱ اکتبر ۱۹۷۸) از برجسته‌ترین دانشمندان و جانورشناسان در زمینه آب‌بازسانان بود. او در میان سال‌های ۱۹۳۳ تا ۱۹۶۹ در موزه تاریخ طبیعی انگلستان در لندن کار می‌کرد. در سال ۱۹۶۶، فریزر به عنوان یکی از اعضای انجمن پادشاهی انگلستان برگزیده شد.
دلفین فریزر به یاد این دانشمند نام‌گذاری شد.